# Temperatura zeszklenia
Temperatura zeszklenia, temperatura witryfikacji (symbol: Tg) – temperatura, w której następuje przejście ze stanu ciekłego lub plastycznego w stan szklisty, czego objawem jest skokowy wzrost lepkości substancji. Jest to jedna z ważniejszych wielkości charakteryzujących właściwości plastyczne szkieł, polimerów (w tym elastomerów) oraz termoplastycznych tworzyw sztucznych. 
Zeszklenie jest przemianą fazową drugiego rzędu, co oznacza, że nie towarzyszy jej dający się zmierzyć energetyczny efekt cieplny, ale można ją zaobserwować jako nagłą zmianę pojemności cieplnej. Tg można wyznaczyć jako punkt przegięcia na termogramach zmiany pojemności cieplnej wraz z temperaturą. W praktyce temperaturę zeszklenia wyznacza się zwykle metodą skaningowej kalorymetrii różnicowej. Można ją też ustalić na podstawie gwałtownej zmiany lepkości, przyjmując jako granicę zazwyczaj 1012 Pa·s (niektórzy autorzy podają inne wartości). 
Proces odwrotny nazywany jest odszkleniem lub dewitryfikacją. Zachodzi on przy tej samej lepkości co witryfikacja, najczęściej jednak przy innej temperaturze. Różnica ta wynika z przeszłości termicznej materiału.